# Grinder (Band)
Grinder war eine deutsche Speed- und Thrash-Metal-Band, die im Jahr 1985 gegründet wurde und sich 1991 wieder trennte.

## Geschichte
Die Band wurde im Jahr 1985 gegründet und bestand zu ihrer Hauptschaffenszeit aus Sänger und Bassist Adrian Hahn, Schlagzeuger Stefan Arnold und den Gitarristen Andy Ergün und Lario Teklic. Nach zwei Demos erreichte die Gruppe einen Vertrag bei No Remorse Records und veröffentlichte 1988 ihr Debütalbum Dawn for the Living, dem 1989 Dead End folgte. Die Band wechselte dann zum deutschen Label Noise Records und veröffentlichte 1991 das letzte Album Nothing Is Sacred, ehe sich die Band auflöste. Grund für die Auflösung war, dass die Band ihren Plattenvertrag verloren hatte und sich die Mitglieder nicht über die Zukunft der Band einig waren. Ein dreiviertel Jahr später, aber noch im selben Jahr, gründeten Hahn am Bass und als Sänger, der Gitarrist David Hofmann und der Schlagzeuger Stefan Arnold die Band Capricorn. Obwohl alle Mitglieder in derselben Band tätig gewesen waren, entschloss man sich gegen eine Wiederbelebung von Grinder und für einen Neuanfang unter dem Namen Capricorn, da man sich sowohl konzeptionell als auch stilistisch von Grinder weit entfernt sah.

## Stil
Die Band spielt klassischen Speed- und Thrash-Metal und kann mit alten Flotsam and Jetsam und Vendetta verglichen werden.

## Diskografie
- Scared to Death (Demo, 1985, Eigenveröffentlichung)
- Sirens (Demo, 1987, Eigenveröffentlichung)
- Dawn for the Living (Album, 1988, No Remorse Records)
- Dead End (Album, 1989, No Remorse Records)
- Just Another Scar (Single, 1989, No Remorse Records)
- The 1st EP (EP, 1990, No Remorse Records)
- Nothing Is Sacred (Album, 1991, Noise Records)